# 연현은
연현은(淵玄隱, ?~?)은 당나라에서 활동한 고구려 출신 장군이다. 연헌성의 장남이며 연남생의 손자, 연개소문의 증손자이다.
무기위유성현개국남(武騎尉柳城縣開國男)의 관직에 있었다가 700년, 연헌성이 추증될 때  유격장군(遊擊將軍)으로 좌옥검위우사계원외치동정원(左玉鈐衛右司階員外置同正員)으로 승진했다.
형제로는 동생 연현일(淵玄逸)과 연현정(淵玄靜)이 있다. 이들 두 동생이 어떤 벼슬에 올랐는지는 알려져있지 않다. 아들로는 연비(淵毖)가 있다.

## 가계
- 증조부: 연개소문
- 조부: 연남생
- 아버지: 연헌성
  - 동생: 연현일
  - 동생: 연현정
    - 아들: 연비